# Narodni Seimas
Narodni seimas (litavski: Liaudies Seimas) bio je marionetski parlament (seimas) Litve, uspostavljen 1940. godine kao opravdanje za sovjetsku okupaciju. Predstavlja posljednji parlament samostalne Litve prije njenog priključenja Sovjetskom Savezu.

## Povijest
Nakon posljednje od tri podjele Poljske, 1795. godine, Velika Kneževina Litva, tada sastavni dio Poljsko-Litavske Unije, potpala je pod Rusko Carstvo. Tijekom Prvog svjetskog rata područje nekadašnje Litva|Litve okupirala je Njemačka. Početkom 1918. godine, litavski su nacionalisti okupljeni u tzv. Litavsko vijeće objavili Akt o neovisnosti Litve, kojim je proglašeno stvaranje samostalne i demokratske Litve. Njemačke su vlasti najprije odbile priznati taj dokument, no ubrzo potom su to ipak učinile, u skladu s tadašnjom njemačkom politikom stvaranja satelitskih država na istoku Europe.
Porazom Njemačke u Prvom svjetskom ratu Litva je postala u potpunosti samostalna. U prosincu 1918. godine Litvu napada boljševička Crvena armija uz pomoć Komunističke partije Litve s ciljem širenja socijalističke revolucije. Litva se uz njemačku vojnu pomoć obranila od sovjetskog, bjelogardejskog, a kasnije i poljskog napada. S proglašenjem litavske neovisnosti obnovljen je i litavski parlament, Seimas.
Dvadeset godina kasnije, 1939., tajnim protokolima Pakta Ribbentrop-Molotov, Litva i ostale baltičke zemlje potpale su u sovjetsku sferu utjecaja. 1940. godine Sovjetski je Savez napao baltičke države i vojno ih okupirao bez otpora tamošnjih vlasti.

## Uspostava
Dne 17. lipnja 1940. godine, dva dana nakon upada Crvene armije na teritorij Republike Litve, premijer i vršitelj dužnosti predsjednika Litve, Antanas Merkys, predao je dužnost predsjednika ljevičarskom novinaru Justasu Paleckisu, tako mu omogućivši formiranje nove prosovjetske vlade. Paleckis je tako 27. lipnja raspustio i legalno izabrani parlament.
Dne 14. srpnja 1940. godine održani su izbori za Narodni seimas. Glasačima je bila predstavljena lista Radničke unije Litve, odnosno narodnog fronta sastavljenog od članova Komunističke partije Litve i nekih nekomunističkih simpatizera. Glasači su mogli samo prihvatiti ili odbaciti ponuđene kandidate. Izlaznost na izbore je navodno bila oko 95 %, dok je jedina dozvoljena lista prema službenim podatcima dobila čak 99 % glasova, zbog čega se vjeruje da su izbori bili namješteni.

## Rad seimasa
Narodni se seimas prvi put sastao 21. kolovoza 1940. godine, s jednom stavkom na dnevnom redu, odlukom o pripojenju Litve Sovjetskom Savezu, odnosno stvaranjem Litavske Sovjetske Socijalističke Republike. Dvadeset je delegata Narodnog seimasa ubrzo potom poslano Vrhovnom sovjetu Sovjetskog Saveza, koji je odluku prihvatio 3. kolovoza 1940. Nakon službenog pripojenja Litve, Narodni je seimas preimenovan u Vrhovni sovjet Litavske SSR.